# Vol Indian Airlines 814
Le vol 814 d'Indian Airlines, communément appelé IC 814, était un Airbus A300 d'Indian Airlines en route de l'aéroport international Tribhuvan à Katmandou, au Népal, vers l'aéroport international Indira-Gandhi à Delhi, en Inde, le vendredi 24 décembre 1999, lorsqu'il a été détourné et a volé vers plusieurs endroits avant d'atterrir à Kandahar, en Afghanistan.
L'avion était piloté par le capitaine Devi Sharan et le copilote Rajinder Kumar, avec le mécanicien de bord Anil Kumar Jaggia. L'Airbus a été détourné par cinq militants pakistanais masqués du Harkat-ul-Mujahidin (HuM) peu après son entrée dans l'espace aérien indien vers 17 h 30 IST. Les pirates de l'air ont ordonné que l'avion soit dirigé vers plusieurs endroits : Amritsar, Lahore et, de l'autre côté du golfe Persique, la ville de Dubaï. Les pirates de l'air ont ensuite forcé l'avion à atterrir à l'aéroport de Kandahar, en Afghanistan, qui était à l'époque sous le contrôle des talibans. Les pirates de l'air ont relâché 27 des 176 passagers à Dubaï, mais en ont poignardé un mortellement et blessé plusieurs autres.
À l'époque, la majeure partie de l'Afghanistan, y compris Kandahar, était sous le contrôle des talibans. Des miliciens talibans ont encerclé l'avion pour empêcher toute intervention militaire indienne, ce qu'a constaté le conseiller à la sécurité nationale Ajit Doval (en) lorsqu'il a atterri sur place. Ils ont également découvert que deux officiers de l'Inter-Services Intelligence (ISI) pakistanais se trouvaient sur l'aire de trafic et que d'autres les ont rapidement rejoints, l'un étant un lieutenant-colonel et l'autre un major. Ajit Doval a déclaré que si les pirates de l'air n'avaient pas bénéficié du soutien de l'ISI, l'Inde aurait pu résoudre la crise.
Le détournement avait pour but d'obtenir la libération de terroristes islamistes emprisonnés en Inde, à savoir Ahmed Omar Saïd Cheikh et Masood Azhar (en), tous deux membres du HuM, et Mushtaq Ahmed Zargar (en), un militant du Azad Cachemire. La prise d'otages a duré sept jours et s'est terminée lorsque l'Inde a accepté de libérer les trois terroristes. Ils ont depuis été impliqués dans d'autres actions terroristes, telles que l'attentat du parlement indien en 2001, l'enlèvement et le meurtre de Daniel Pearl en 2002, les attaques à Bombay du 26 au 29 novembre 2008, l'attentat de 2016 contre la base aérienne de Pathankot (en) et l'attentat de Pulwama.

## Contexte
Le Harkat-ul-Mujahideen avait déjà perpétré plusieurs attentats et enlèvements afin d'obtenir la libération de ses dirigeants emprisonnés en Inde, dont Masood Azhar qui avait été arrêté en 1994. Il s'agit notamment de l'enlèvement en 1994 de touristes occidentaux en Inde par Ahmed Omar Saeed Sheikh, qui a été capturé au cours de l'acte et a été libéré avec Azhar lors de ce détournement, avant de rejoindre le groupe dissident du HuM, Jaish-e-Mohammed, fondé par Azhar en 2000 ; de l'enlèvement en 1995 de touristes occidentaux au Cachemire par Al-Faran (pseudonyme du HuM), où la plupart des personnes enlevées ont été tuées, l'une d'entre elles ayant été décapitée. Amjad Farooqi, impliqué dans l'enlèvement de 1995, était également l'un des auteurs de ce détournement sous le pseudonyme de "Mansur Hasnain".
En 1999, Sajjad Afghani, le fondateur du HuM qui avait été arrêté avec l'Azhar, a été tué lors d'une évasion qui a directement conduit à ce détournement et dont le corps a été l'une des premières revendications des pirates de l'air.
Al-Qaïda et Oussama ben Laden avaient apporté leur soutien organisationnel à l'enlèvement afin de faire libérer leur associé Azhar.
L'identité des cinq pirates de l'air a été déterminée comme étant Ibrahim Akhtar (de Bahawalpur), Shahid Akhtar Sayeed, Sunny Ahmed Qazi, Zahoor Mistry (tous trois de Karachi) et Shakir (de Sukkur). Ils étaient arrivés au Népal, centre de contact de HuM pour les attentats en Inde, et avaient pris l'avion à l'aéroport de Katmandou.

## Détournement
Le 24 décembre 1999, le vol IC 814 d'Indian Airlines a décollé de Katmandou, au Népal, avec pour destination Delhi, en Inde. Le vol est parti avec 180 personnes à bord, équipage et passagers confondus. L'un des passagers à bord était Roberto Giori, alors propriétaire de De La Rue Giori, une société qui contrôlait à l'époque la majorité des activités d'impression de devises dans le monde.
Peu après le départ de Katmandou, le steward principal Anil Sharma a été abordé par un homme portant une cagoule qui lui a dit que l'avion était en train d'être détourné et qu'il transportait une bombe. Les pirates de l'air ont demandé au capitaine Devi Sharan de "voler vers l'ouest". L'avion a donc pénétré dans l'espace aérien pakistanais, mais le contrôle aérien pakistanais lui a refusé l'autorisation d'atterrir à Lahore (Pakistan). Informés qu'il n'y avait pas assez de carburant pour continuer, les pirates de l'air ont autorisé le capitaine Sharan à atterrir à Amritsar, au Pendjab, pour se ravitailler.
Des rapports ultérieurs des services de renseignement ont indiqué que les pirates de l'air avaient acheté cinq billets sur le vol à Katmandou ; deux billets de première classe avaient été achetés directement, tandis que trois sièges en classe économique avaient été achetés par l'intermédiaire d'une agence de voyage. Les services de renseignement indiens pensaient que Dawood Ibrahim, un gangster indien/terroriste recherché dans le monde entier (qui se cache à Islamabad, au Pakistan), avait aidé les pirates de l'air à accéder à l'aéroport de Katmandou.
Des témoignages de passagers ont ensuite indiqué que les pirates de l'air avaient ordonné à l'équipage d'emporter le déjeuner qui avait été servi et avaient séparé les hommes des femmes et des enfants, en leur bandant les yeux et en les menaçant d'explosifs s'ils ne coopéraient pas.

### Atterrissage à Amritsar en Inde
Le contrôle du trafic aérien (ATC) en Inde a été informé pour la première fois du détournement à 16h40. Le groupe de gestion de crise du gouvernement indien, dirigé par le secrétaire de l'Union Prabhat Kumar, ne s'est pas réuni après avoir appris que l'avion avait été détourné, et les informations concernant le détournement n'ont pas été communiquées à ce moment-là à l'Intelligence Bureau ou à la Research and Analysis Wing (aile de recherche et d'analyse). Le Premier ministre indien, Atal Bihari Vajpayee, a été informé de l'incident à 19 heures.
À 18 h 04, l'ATC indien a pris contact avec le vol IC 814, mais n'a reçu aucun ordre sur la marche à suivre. Le capitaine Devi Sharan a informé l'ATC que l'avion manquait de carburant et que l'ATC pakistanais ne l'avait pas autorisé à atterrir à Lahore. Sharan continue de contacter l'ATC, lui demandant de contacter le Pakistan et d'obtenir l'autorisation d'atterrir, car les pirates de l'air ne veulent pas atterrir en Inde et ont déjà menacé d'exécuter 10 otages si leurs demandes ne sont pas satisfaites. À 18 h 30, le haut-commissariat de l'Inde au Pakistan a demandé l'autorisation d'atterrir, mais celle-ci lui a été refusée.
À 18 h 44, le vol IC 814 a commencé à descendre au-dessus de l'aéroport le plus proche d'Amritsar, à la suite d'un message du capitaine Sharan, et a été approché par des responsables locaux. Le directeur général de la police de l'État du Pendjab, Sarabjeet Singh, a déclaré plus tard qu'il n'avait été informé du détournement que lorsqu'il l'avait vu à la télévision à 18 heures ce soir-là. Le ministre de l'intérieur du gouvernement de l'Union, L.K. Advani, a également déclaré plus tard qu'il avait été informé de l'incident par les médias et non par le groupe de gestion de crise, qui s'était réuni depuis lors. Bien qu'il ait récemment quitté ses fonctions d'inspecteur général de la police dans la région, J.P. Birdi a pris l'avion en charge, car son successeur, Bakshi Ram, était en congé lorsque l'incident s'est produit.
Lors de l'atterrissage, IC 814 a demandé un ravitaillement immédiat de l'avion. Le capitaine Sharan a déclaré plus tard qu'il espérait qu'avec l'aide du gouvernement indien, le détournement serait évité et que l'avion n'aurait pas à redécoller d'Amritsar. Conformément aux plans d'urgence en cas de détournement préparés par le Crisis Management Group, un comité local composé du District Collector, des plus hauts responsables de la police et des services de renseignement, et du directeur de l'aéroport a été créé ; il a reçu pour instruction de retarder le ravitaillement de l'avion aussi longtemps que possible. Le comité a reçu ces ordres du gouvernement central à 18 h 40, mais un appel téléphonique contenant des ordres contradictoires a retardé la réponse initiale. Une note envoyée au comité local lui conseillait d'assurer le retard par tous les moyens possibles, y compris en dégonflant les pneus de l'avion si nécessaire.
Entre l'atterrissage et le redécollage à 19h50, le capitaine Sharan a contacté l'ATC à quatre reprises, l'informant que les pirates de l'air étaient armés de fusils Kalachnikov et avaient commencé à tuer des otages, et lui demandant de ravitailler l'avion le plus rapidement possible pour éviter d'autres morts. Les pirates de l'air avaient refusé de communiquer avec la police locale lorsque l'avion se trouvait à Amritsar. Des témoignages ultérieurs ont indiqué que les pirates de l'air, contrariés par le retard du ravitaillement en carburant, avaient attaqué Satnam Singh, un citoyen allemand qui se trouvait à bord de l'avion, avec un couteau, lui causant plusieurs blessures au cou.
À 19 h 45, les commandos locaux de la police du Pendjab ont été mis en alerte et ont reçu l'ordre du groupe de gestion de crise d'accompagner les véhicules de ravitaillement en carburant vers l'avion, dans l'intention de dégonfler les pneus de l'avion afin de l'immobiliser. Un camion-citerne a été envoyé pour bloquer la trajectoire de l'avion, mais l'ATC lui a ordonné de ralentir car le conducteur s'approchait de l'avion à grande vitesse. En recevant cet ordre, le camion-citerne s'est arrêté brusquement. Plus tard, il a été révélé que cette approche avait amené les pirates de l'air à penser que le ravitaillement en carburant les empêcherait de partir, et ils ont ordonné au capitaine Sharan de décoller immédiatement, si bien que l'avion a évité de justesse de heurter le camion-citerne sur la piste. Cinq passagers avaient été placés sur des sièges à l'avant, les mains liées, et les pirates de l'air ont menacé de les exécuter si l'avion ne décollait pas immédiatement. L'avion a quitté Amritsar à 19 h 49, et le capitaine Sharan a annoncé le départ à l'ATC en déclarant : " Nous sommes tous en train de mourir ". Des commandos de l'unité des forces spéciales indiennes, la National Security Guard, sont arrivés à l'aéroport juste au moment du départ de l'IC 814.
Plus tard, il a été révélé que l'ancien chef de la RAW, A. S. Dulat, et d'autres personnes s'efforçaient de dissimuler les véritables raisons pour lesquelles l'avion n'avait pas été immobilisé et pourquoi il n'y avait pas eu d'opération de commando pour neutraliser la menace. L'officier de la RAW Shashi Bhushan Singh Tomar, époux de Sonia Tomar, qui était à bord de l'avion et beau-frère de N. K. Singh, secrétaire du Premier ministre de l'époque Atal Bihari Vajpayee, s'est assuré que l'avion serait libéré et qu'aucune opération commando ne serait menée pour garantir la sécurité de son beau-frère. Selon l'officier de la RAW, R. K. Yadav, auteur de Mission RAW, quelques jours avant le détournement, U. V. Singh, un autre agent de la RAW à Katmandou, a informé Tomar que des terroristes pakistanais prévoyaient de détourner un avion indien et il a ordonné à Singh de vérifier la véracité de son rapport, ce dont Singh s'est porté garant, mais Tomar l'a réprimandé et lui a dit de ne pas répandre de rumeurs. Plus tard, Tomar a été retrouvé dans l'avion détourné et est devenu la cause de l'échec de l'opération[24] Le Premier ministre de l'époque, Atal Bihari Vajpayee, a été tenu dans l'ignorance jusqu'à environ 19 heures, soit une heure et 40 minutes après le détournement de l'IC 814, et il n'a appris le détournement qu'après avoir débarqué de l'avion dans la baie VIP de la zone technique de Palam.

### Atterrissage à Lahore au Pakistan
En approche de Lahore, au Pakistan, le vol IC 814 a demandé l'autorisation d'atterrir, ce qui lui a été refusé par l'ATC pakistanais, qui a éteint tous les feux et toutes les aides à la navigation de l'aéroport pour empêcher l'atterrissage. Comme l'avion n'avait pas été ravitaillé à Amritsar et qu'il commençait à manquer de carburant, le capitaine Sharan a tenté un atterrissage en catastrophe sans aides à la navigation ni feux, et a failli se poser sur une autoroute. L'ATC pakistanais rétablit alors les aides à la navigation et autorise l'avion à atterrir à Lahore à 20h07.
L'Inde, ayant appris que l'avion avait atterri à Lahore, au Pakistan, a demandé un hélicoptère pour transporter le haut-commissaire indien, G. Parthasarthy, à Islamabad, au Pakistan, jusqu'à l'aéroport de Lahore, et a demandé aux autorités pakistanaises de veiller à ce que l'avion ne quitte pas Lahore. Les forces pakistanaises ont de nouveau éteint les feux de piste pour empêcher l'avion de décoller après avoir été ravitaillé en carburant, et ont encerclé l'avion avec des commandos des forces spéciales. Elles ont également tenté de négocier avec les pirates de l'air pour qu'ils libèrent les femmes et les enfants à bord de l'avion, mais cela leur a été refusé. Le haut-commissaire indien, G. Parthasarthy, a reçu un hélicoptère mais n'est arrivé à Lahore qu'après que le vol IC 814 ait été ravitaillé en carburant et autorisé à décoller. Des représentants du ministère indien des Affaires étrangères ont demandé confirmation des informations selon lesquelles des passagers à bord avaient été tués, mais n'ont pas reçu de réponse des autorités pakistanaises à ce sujet.

### Atterrissage à Dubai aux Emirats Arabes Unis
Au départ de Lahore, le vol n'a pas pu atterrir à Oman ; les pirates de l'air se sont donc rabattus sur la ville voisine de Dubaï, dans les Émirats arabes unis (à une distance d'environ 1 250 miles de Lahore). L'aéroport international de Dubaï ayant refusé l'autorisation d'atterrir, celle-ci a été accordée à la base aérienne d'Al Minhad. Les pirates de l'air ont libéré 27 passagers, dont un otage de 25 ans, Rupin Katyal, grièvement blessé et poignardé à plusieurs reprises par les pirates de l'air. Rupin est décédé avant l'atterrissage de l'avion sur la base aérienne d'Al Minhad. Les autorités indiennes souhaitaient que des commandos indiens formés au sauvetage des pirates de l'air prennent l'avion d'assaut, mais le gouvernement des Émirats arabes unis a refusé cette autorisation.

### Atterrissage à Kandahar en Afghanistan
Après l'atterrissage de l'avion à Kandahar, les autorités talibanes ont proposé une médiation entre l'Inde et les pirates de l'air, ce que l'Inde a cru dans un premier temps. L'Inde ne reconnaissant pas le régime taliban, elle a dépêché à Kandahar un fonctionnaire de son haut-commissariat à Islamabad. L'absence de contact préalable de l'Inde avec le régime taliban a compliqué le processus de négociation.
Cependant, l'intention des talibans a été mise en doute après que leurs combattants armés ont encerclé l'avion. Les talibans ont soutenu que les forces avaient été déployées pour tenter de dissuader les pirates de l'air de tuer ou de blesser les otages, mais certains analystes pensent qu'il s'agissait d'empêcher une opération militaire indienne contre les pirates de l'air. Ajit Doval, chef de l'IB, a affirmé que les pirates de l'air bénéficiaient du soutien actif de l'ISI à Kandahar et que l'ISI avait éliminé toutes les pressions que les Indiens tentaient d'exercer sur les pirates de l'air, ce qui signifiait que leur sortie était garantie et qu'ils n'avaient pas besoin de négocier un itinéraire d'évasion. M. Doval a également indiqué que si les pirates de l'air ne bénéficiaient pas du soutien actif de l'ISI à Kandahar, l'Inde aurait pu résoudre le problème du détournement.
À Kandahar, le moteur de l'avion est resté allumé en permanence pour protéger tout le monde du froid glacial des nuits d'hiver afghanes.

### Négociations
Les 25 et 26 décembre, l'Inde a discuté en interne de son approche des négociations, tandis que les passagers du vol IC 814 attendaient une décision. Les passagers ont déclaré par la suite qu'ils recevaient des repas irréguliers et avaient un accès limité à l'eau potable et aux installations sanitaires, et que les pirates de l'air avaient utilisé le système d'annonces publiques à bord de l'avion pour faire du prosélytisme auprès des passagers.
Le 25 décembre, Indian Airlines a mis à disposition un avion spécial de secours qui a ramené 27 passagers qui avaient été libérés, ainsi que le corps de Rupin Katyal, qui avait été tué alors que l'avion se trouvait à Dubaï, et celui de Satnam Singh, qui avait été attaqué par les pirates de l'air à Amritsar et avait reçu des coups de couteau au cou.
Le ministre de l'Intérieur L. K. Advani s'était opposé à l'échange des otages contre la libération des pirates de l'air, car cela affecterait l'opinion publique du gouvernement, tandis que le ministre des Affaires étrangères Jaswant Singh préconisait la négociation avec les Talibans. Le 27 décembre, le gouvernement indien a envoyé une équipe de négociateurs dirigée par Vivek Katju, co-secrétaire au ministère de l'Intérieur, ainsi que par Ajit Doval, fonctionnaire du ministère de l'Intérieur, et S.D. Sahay, du secrétariat du Cabinet.
Les négociations n'ont pas progressé, car les responsables talibans ont d'abord refusé que les forces spéciales indiennes tentent une opération secrète et que leurs propres forces spéciales le fassent également. Pour empêcher toute action militaire, les responsables talibans ont entouré l'avion de chars et, le 27 décembre, un responsable taliban a déclaré à un journal local que les pirates de l'air devaient soit quitter l'Afghanistan, soit déposer leurs armes.Les autorités indiennes ont interprété cette déclaration comme signifiant que les talibans arrêteraient les pirates de l'air s'ils se rendaient, et ont commencé à négocier avec eux au sujet de leurs exigences, notamment la libération de 36 prisonniers, le corps du fondateur du HuM, Sajjad Afghani, et 200 millions de dollars américains, mais ces exigences ont finalement été réduites à trois prisonniers au cours des négociations :
- Maulana Masood Azhar - qui a fondé Jaish-e-Muhammed en 2000 et qui s'est fait connaître pour son rôle présumé dans l'attaque du Parlement indien en 2001 et dans les attentats de Bombay en 2008, qui ont entraîné la mort de centaines de personnes, ainsi que dans l'attaque de Pulwama en 2019, qui a entraîné la mort de 44 membres des forces de maintien de la paix de la République.
- Ahmed Omar Saeed Sheikh - arrêté en 2002 par les autorités pakistanaises pour l'enlèvement et le meurtre de Daniel Pearl. Sheikh, qui avait été emprisonné dans le cadre des enlèvements de touristes occidentaux en Inde en 1994, a ensuite assassiné Daniel Pearl et aurait également joué un rôle important dans la planification des attentats du 11 septembre aux États-Unis.

- Mushtaq Ahmed Zargar - qui a joué un rôle actif depuis sa libération dans la formation de militants islamiques dans le Jammu-et-Cachemire administré par le Pakistan.

Le 30 décembre, le chef de l'aile de recherche et d'analyse, A.S. Dulat, a pris contact avec le ministre en chef du Jammu-et-Cachemire, Farooq Abdullah, pour le convaincre de libérer deux prisonniers, comme le demandait le pirate de l'air. Ces prisonniers sont actuellement détenus dans des prisons du Cachemire. Abdullah s'est opposé à la libération des prisonniers, avertissant Dulat des conséquences à long terme, mais a finalement accepté les demandes du gouvernement indien. Mushtaq Ahmad Zargar a été libéré d'une prison de Srinagar et transporté par avion avec Sheikh et Azhar à Kandahar.
À ce moment-là, les otages avaient été autorisés par les pirates de l'air à descendre de l'avion, et les pirates de l'air avaient également rendu leurs armes. Selon les récits des passagers, les pirates de l'air ont demandé aux passagers de montrer leur gratitude au gouvernement afghan, après quoi de l'argent a été collecté et remis à l'un des passagers, Anuj Sharma, qui a reçu pour instruction de l'utiliser pour commander un souvenir du détournement pour un musée à Kandahar.
Cependant, au lieu d'arrêter les pirates de l'air et les trois prisonniers qui leur avaient été remis, les autorités talibanes les ont conduits à la frontière afghano-pakistanaise, à Quetta au Pakistan.
Entre-temps, les Talibans avaient donné aux pirates de l'air dix heures pour quitter l'Afghanistan. Les cinq pirates de l'air sont partis avec un otage taliban pour assurer leur sécurité et auraient quitté l'Afghanistan.

## Conséquences
Rendu à Indian Airlines en janvier 2000, cet Airbus de près de 20 ans a été "retiré" des opérations aériennes début 2001 et est resté à la base d'ingénierie d'Indian Airlines à Santa Cruz, Mumbai. Racheté par Airbus en mai 2002, l'avion a ensuite été stocké à l'aéroport international Chhatrapati Shivaji Maharaj en mars 2003. Trois ans et demi après le détournement, l'avion détourné a été vendu comme ferraille par Indian Airlines en mai 2003, avant d'être démantelé et mis au rebut à Mumbai en décembre 2003. La coque aurait rapporté 22 lakh. La mise au rebut a été effectuée par la Metal Scrap Trading Corporation (MSTC).

### Numéro de vol
Indian Airlines a repris le vol Delhi-Katmandou en 2000, après 6 mois de suspension à la suite du détournement, mais sous le même numéro : IC 814. Le même numéro de vol a continué à être utilisé même après l'annonce par Indian Airlines de sa fusion avec Air India en mai 2007, jusqu'au 26 février 2011, date à laquelle le code IC a été retiré par Air India.

### Procès
Le Central Bureau of Investigation (CBI) a enquêté sur cette affaire et a inculpé dix personnes (dont sept, y compris les cinq pirates de l'air, sont toujours en fuite et se trouvent au Pakistan). Le 5 février 2008, un tribunal spécial anti-piratage de Patiala House a condamné les trois accusés, à savoir Abdul Latif, Yusuf Nepali et Dilip Kumar Bhujel, à la réclusion à perpétuité. Ils étaient accusés d'avoir aidé les pirates de l'air à se procurer de faux passeports et à emporter des armes à bord. Cependant, le CBI a saisi la Haute Cour du Pendjab et de l'Haryana pour demander la peine de mort (au lieu de l'emprisonnement à vie) pour Abdul Latif. L'affaire a été entendue par la Haute Cour en septembre 2012, mais la demande du CBI a été rejetée. La demande de libération conditionnelle d'Abdul Latif a également été rejetée en 2015. Le 13 septembre 2012, la police du Jammu-et-Cachemire a arrêté le terroriste présumé Mehrajuddin Dand, qui aurait fourni un soutien logistique pour le détournement du vol IC-814 en 1999. Il aurait fourni des documents de voyage aux pirates de l'air. La Haute Cour du Pendjab et de l'Haryana a finalement reconnu deux personnes coupables de l'attentat et les a condamnées à la prison à vie. Ils ont fait appel de cette condamnation devant la Cour suprême de l'Inde.
Le 10 juillet 2020, l'un des accusés, Abdul Latif Adam Momin, ainsi que 18 autres personnes, dont un employé du bureau des passeports, ont été acquittés par un tribunal de session de Mumbai des charges liées à la fabrication de passeports dans le cadre de l'incident de détournement.
L'avion malencontreusement détourné est devenu la plus importante pièce à conviction de l'enquête criminelle menée par les tribunaux du Pendjab, où l'affaire du détournement a été jugée, qui ont estimé que l'avion était essentiel à l'enquête. Les détectives ont relevé les empreintes digitales des pirates de l'air. Une maquette de l'avion, avec les numéros de siège, a été créée pour être présentée au tribunal et un fonctionnaire du tribunal a été formé pour l'assembler, car elle était peu maniable.

### Conséquences politiques
L'incident est considéré comme un échec du gouvernement BJP du Premier ministre Atal Bihari Vajpayee et le chef de l'IB Ajit Doval a déclaré que l'Inde aurait eu plus de poids dans les négociations si l'avion n'avait pas été autorisé à quitter le territoire indien[48][49].[Ajit Doval, le chef de l'IB, qui a dirigé l'équipe de négociation de quatre membres à Kandahar, a décrit l'ensemble de l'incident comme un " échec diplomatique " du gouvernement qui n'a pas réussi à faire en sorte que les États-Unis et les Émirats arabes unis usent de leur influence pour aider à obtenir une libération rapide des passagers.
Le ministre des Affaires étrangères, Jaswant Singh, a également été critiqué pour avoir fait l'éloge des talibans pour leur coopération après le retour des otages.
Les proches des passagers du vol IC 814 ont également protesté publiquement contre le fait qu'on leur refusait toute information sur l'état de santé et le statut des passagers. Ils sont entrés de force à deux reprises dans des séances d'information et des réunions de responsables gouvernementaux pour exiger des informations, et ont tenu des conférences de presse pour critiquer le gouvernement. Un message de l'ATC de Kandahar a été diffusé au public, affirmant que l'avion était régulièrement nettoyé et que les passagers recevaient de la nourriture, de l'eau et des divertissements ; il s'est avéré par la suite que ce message était faux, selon les récits des passagers.

### Soutien à l'Alliance du Nord et à l'invasion américaine de l'Afghanistan
L'Inde a commencé à mener des opérations d'approvisionnement au Panjshir, en Afghanistan. Des armes, des munitions et des avions ont été fournis à l'Alliance du Nord. L'Inde a également fourni un soutien logistique à Ahmad Shah Massoud. Le chef de l'Alliance s'est rendu en Inde à plusieurs reprises pour mettre au point des stratégies de lutte contre les talibans. Pendant l'invasion de l'Afghanistan par les États-Unis, le gouvernement indien a autorisé l'utilisation de ses installations militaires pour des frappes contre l'Afghanistan et a fourni des renseignements sur les camps d'entraînement des militants islamiques en Afghanistan.

## Dans la culture populaire
Le capitaine Devi Sharan (commandant de l'IC814) a raconté les événements dans un livre intitulé Flight into Fear - A Captain's Story (2000). Le livre a été écrit en collaboration avec le journaliste Srinjoy Chowdhury. Le mécanicien navigant Anil K. Jaggia a également écrit un livre décrivant spécifiquement les événements qui se sont déroulés pendant l'épreuve du détournement, intitulé IC 814 Hijacked ! The Inside Story. Le livre a été écrit en collaboration avec Saurabh Shukla. Le chef de cabine, Anil Sharma, a également écrit un rapport détaillé du détournement basé sur son expérience dans son livre, IA's Terror Trail. Indian Airlines, la seule compagnie aérienne intérieure indienne jusqu'en 1993, a été détournée 16 fois, de 1971 à 1999.
Le film de Bollywood Zameen, sorti en 2003, est librement inspiré du détournement de l'IC 814 et de l'opération Entebbe des Forces de défense israéliennes en Ouganda. Hijack est un film d'action et de suspense indien en langue hindi réalisé en 2008 par Kunal Shivdasani, basé sur le détournement et mettant en vedette Shiney Ahuja, Esha Deol et Ishitha Chauhan dans les rôles principaux. Kandahar, un film de guerre indien en langue malayalam réalisé en 2010 par Major Ravi, est basé sur le détournement. La situation politique est dépeinte d'un point de vue indien dans le film. Payanam, un film d'action et de suspense indien de 2011 de Radha Mohan est également basé sur le détournement d'Indian Airlines mais se déroule à l'aéroport de Tirupati dans l'Andhra Pradesh.